# Khosro IV
Khosro IV est un souverain perse de la dynastie des Sassanides.

## Biographie
Arrière-petit-fils de Khosro Ier, ce prince est le fils d'un noble nommé Mâh-Adhûr Gushnasp, lui-même époux de la princesse Kahardûkht, la fille du prince Yazdandah, un fils cadet de Khosro Ier ; il est donc également le frère de Péroz II. Il tente de régner pendant neuf semaines de janvier à mars 631.